# Kanton Beauvais-2
Beauvais-2 is een kanton in Frankrijk. Het kanton werd gevormd bij decreet van 20 februari 2014 met uitwerking in maart 2015
Kanton Beauvais-2 omvat de volgende gemeenten: 
1. Beauvais, zuidelijk deel
2. Allonne
3. Auneuil
4. Auteuil
5. Aux Marais
6. Berneuil-en-Bray
7. Flavacourt
8. Frocourt
9. Goincourt
10. Labosse
11. Lachapelle-aux-Pots
12. La Houssoye
13. Lalande-en-Son
14. Lalandelle
15. Le Vaumain
16. Le Vauroux
17. Ons-en-Bray
18. Porcheux
19. Rainvillers
20. Saint-Aubin-en-Bray
21. Saint-Léger-en-Bray
22. Saint-Martin-le-Nœud
23. Saint-Paul
24. Sérifontaine
25. Villers-Saint-Barthélemy
26. Warluis

Beauvais zelf is over twee kantons verdeeld: Beauvais-1 en Beauvais-2.